# QWOP
QWOP ([kwɒp])は、2008年に公開されたブラウザゲームである。本作のシステムはラグドール物理を基にしており、QとWとOとPのキーだけで運動選手を走らせることを目的としている（マルチプレイヤー版ではプレイヤー1がQとWと EとRのキーを使い、プレイヤー2がUとIとOとPのキーを使う）。本作は公開から2年後の2010年12月からインターネット上で注目を集め、作者であるカット・コピーの元メンバー、ベネット・フォディのウェブサイトのアクセス数が3000万回を超える一因となった。

## 制作

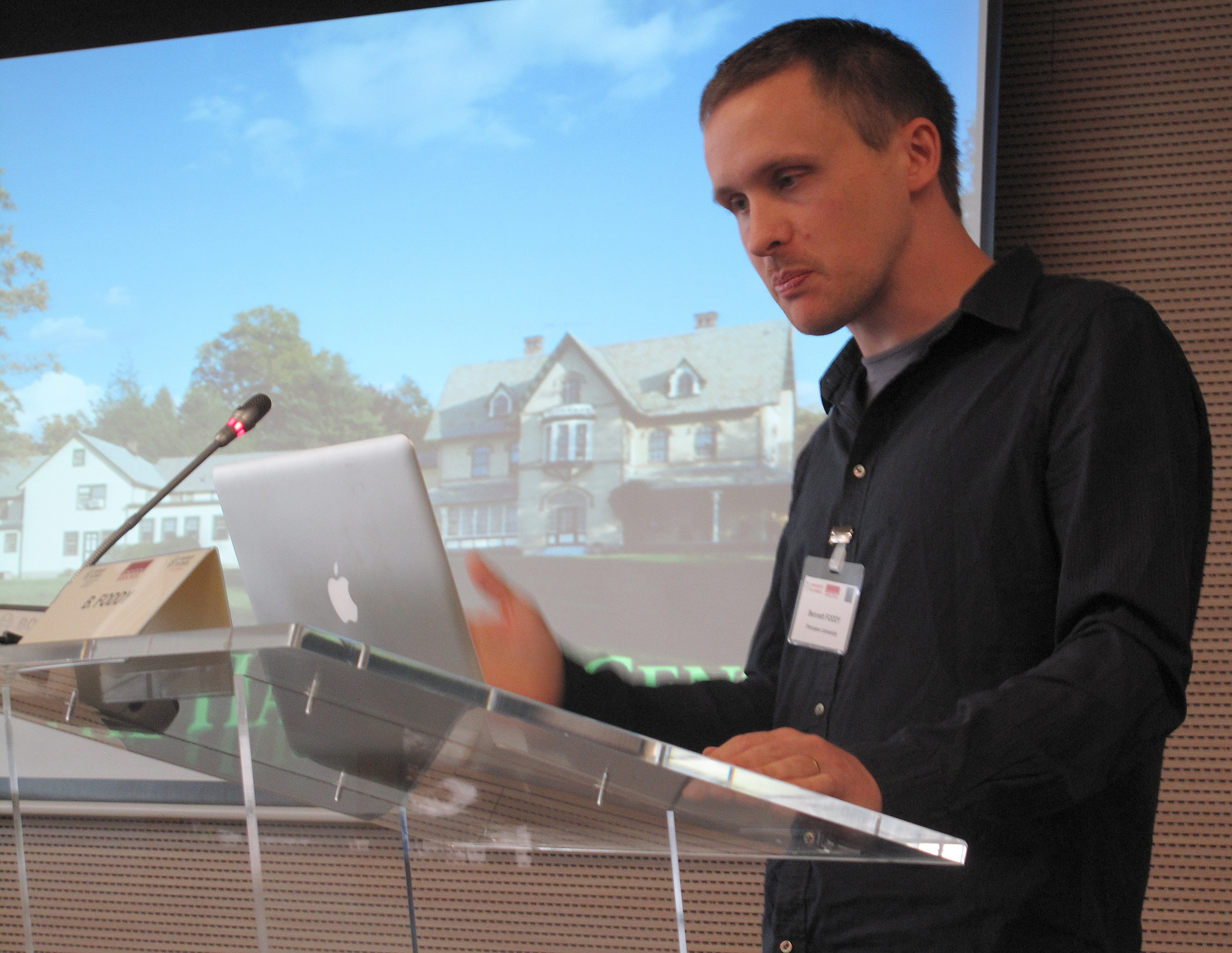
本作の作者である、ベネット・フォディ。2009年撮影

2008年11月、当時オックスフォード大学マーティン校の課程「新生物科学の倫理」に副責任者兼上席研究員として勤務していたベネット・フォディが自身のウェブサイトFoddy.netにて本作を公開した。
彼は、取り組んでいた哲学の論文の完成に手間取っている間、ゲームの作り方を独学した。
彼は5歳の時に初めてZX Spectrum 48Kを買い与えられて以来、ゲームに親しんできた。
フォディは以下のように述べている。
| 「 | QWOPは自分で目標を設定できるところが気に入られたのではないかと私は考えています。キャラクターを5メートル走らせることができることに満足できる人もいれば、1時間かけて少しずつコースを1周できることに喜びを見出す人もいるでしょう。もし、スコアランクや基準点をもうけていたら、こういう人たちがいらついた末に遊ぶのをやめ、何とかしてでもクリアしようと躍起になる者やマゾプレイヤーしかこのゲームを遊ばないと思います。 （“One of the things I found with QWOP is that people like to set their own goals in a game. Some people would feel like winners if they ran 5 meters, and others would feel like winners if they inched all the way along the track over the course of an hour. If I had put a social leaderboard or par system in, those people would probably have all quit out of frustration, leaving only the most determined or masochistic players behind."） | 」 |

## システム
プレイヤーは、陸上競技に出場する "Qwop"というオリンピック選手を操作してゴールを目指す。プレイヤーが操作できるのはQとWとOとPのキーだけであり、QとWのキーはそれぞれ太腿の動きに対応しており、OとPはそれぞれ脹脛の動きに対応している。Qを押すと、選手の右の太腿が前に動き、左の脹脛が後ろに動く。Wを押すと、Qを押したときとは逆の動きをする。同様に、Oを押すと選手の右の脹脛が前に動くと同時に左の太腿が後ろに動き、Pを押すとOの時とは逆の動きをする。これらの挙動は現実世界における重力への抵抗と慣性に基づくものである。
プレイヤーはそれぞれのキーを巧みに押し、転ぶことなく前に進むようにする必要がある。

## 反響
本作はQとWとOとPのキーだけを使ったシンプルな内容ながらも、公開されて以来、その難易度の高さで注目されるようになり、フォディの元には多数の嫌がらせメールが届いた。
使えるのは4つキーだけという難易度の高さゆえに批判が絶えなかった一方、WIREDによるとフォディのウェブサイトには3000万件以上のアクセスがあり、PopSciは挑んではあきらめるプレイヤーが続出したことを報じている。

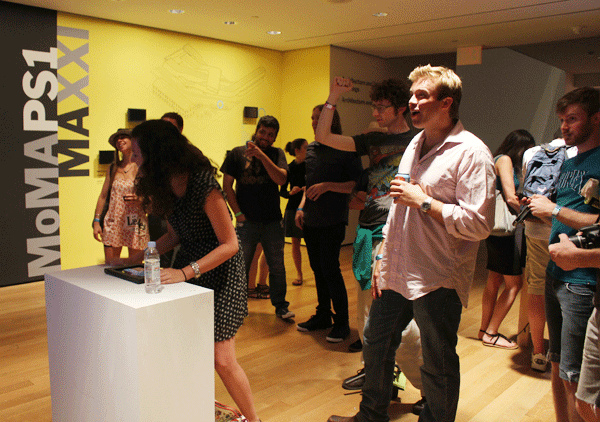
ニューヨーク近代美術館にて2011年7月。

2011年7月27日、ビデオゲーム文化を扱う出版社キル・スクリーンの主催したイベント“Arcade”の一環として本作がニューヨーク近代美術館にて展示された。
2013年4月10日、本作において100メートル51秒という記録をたたき出した、インドのカルナータカ州チンタマニ在住の人物が、ギネス世界記録に登録された。
また、アメリカ合衆国で放送されたテレビドラマ『The Office』の第9シーズンにおいて、本作が登場している。
2014年10月15日には、日本のテレビ番組『マツコ&有吉の怒り新党』にて、「主人公がすぐ死ぬゲーム」として『ドラゴンズレア』と『トランスフォーマー コンボイの謎』とともに本作が紹介された。
2020年8月29日に、日本のくろうどというプレイヤーによって50秒834という記録がたたき出され、7年ぶりに世界記録を更新した。
2021年2月26日には、Wesley LiaoによりAIにQWOPを走らせる方法が発表され、同AIにより47秒34というタイムが記録された。
現在の世界記録は日本のくろうどが2022年6月18日に記録した45秒53。

## 移植版・派生作品
2011年、本作のiPhone アプリ版の配信が行われた。iPhone版はひし形の操作部をQWOPのキーの代わりとして使う以外はオリジナル版とほぼ同じである。
KotakuはiPhone版について「オリジナルよりも無理ゲー度が4000パーセント以上あがった」と評し、親指オリンピック（"An Olympic Challenge For Thumbs"）と呼んだ。
フォディのゲームを集めたイベント "The Foddy Winter Olympics" がオースティンで開かれた 後の2012年2月には、2人対戦に対応した2QWOPが公開された。
2QWOPは画面が2分割されているのが特徴であり、プレイヤー1がQとWと EとRのキーを使い、プレイヤー2がUとIとOとPのキーを使う。
2016年にはHTML5版のQWOPが公開され、2020年のAdobe Flashのサポート終了後も稼働している。